# Anaconda gigante

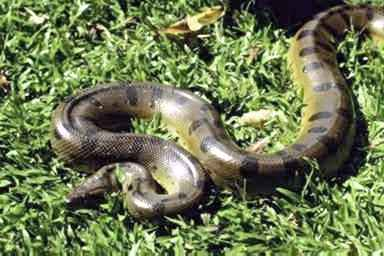
L'anaconda verde (Eunectes murinus), la più grande delle quattro specie di anaconda.

L'anaconda gigante è il termine con cui vengono descritti tutti i casi di avvistamento di anaconda abnormi e dalla mole fuori norma. Le storie riguardanti queste creature sproporzionate circolano nell'America del Sud, più in specifico nell'Amazzonia, dove si registrano casi d'avvistamento e folklore locale sin dall'arrivo dei pionieri nel continente.

## Descrizione
Un anaconda medio non supera i 6 metri di lunghezza e i 250 kg di peso, ma proprio i racconti e le storie su esemplari lunghi dagli 11 metri in su hanno scatenato l'interesse da parte di criptozoologi e zoologi. Al pari dell'anaconda gigante, nel Sud-est asiatico corre voce di esemplari giganteschi di pitone reticolato, che comunque mediamente ha una lunghezza superiore all'anaconda ed è di proporzioni simili alla anaconda verde, l'esemplare più lungo e pesante della specie. L'assenza di prove perlomeno fotografiche che confermino l'effettiva presenza di esemplari superiori agli 11 metri fa sì che l'ipotesi di questa specie cada nella criptozoologia.
L'arrivo dei coloni europei nelle Americhe ha portato in Occidente il folklore nativo di questi territori, e insieme ad esso i primi avvistamenti di esemplari giganti superiori ai 18 metri, peraltro già frutto di racconti presso i locali del posto. Esiste un premio in denaro offerto dalla Wildlife Conservation Society dal valore attuale di 50.000 $ per chiunque riesca a portare vivo o morto un esemplare superiore ai 9 metri di lunghezza, ma nonostante i numerosi avvistamenti riportati, nessuno fino ad oggi ha riscosso la somma.
Nel 1906, l'avventuriero Percy Fawcett raccontò di aver sparato e ucciso un anaconda di 19 metri, e alla pubblicazione di un libro sulle vicende venne ridicolizzato dalla comunità zoologica; solamente lo zoologo belga Bernard Heuvelmans stette dalla sua parte credendo all'onestà delle sue dichiarazioni. Pare che nel 1944, durante una spedizione petrolifera in Colombia, sia stato avvistato e misurato un esemplare di anaconda di 11,4 metri, ma la veridicità di queste affermazioni non è mai stata provata. In racconti dei nativi americani si parla di serpenti lunghi dai 30 ai 45 metri, ma anche in questo caso e più di ogni altro, la mancanza di prove autentiche al riguardo fa ricadere l'argomento puramente nella criptozoologia.

## Nella cultura di massa

### Cinema
- La serie cinematografica Anaconda, iniziata nel 1997 con l'omonimo film, proseguita nel 2004 con Anaconda - Alla ricerca dell'orchidea maledetta e continuata da altri due film TV, tratta le avventure disconnesse tra loro di persone in Amazzonia che si ritrovano prede di un anaconda gigante.